# Ravenloft

Ravenloft-Logo

Ravenloft (zu deutsch: Rabenhorst) ist eine Spielwelt des Pen-&-Paper-Rollenspiels Dungeons & Dragons. Sie ist in einem Dark-Fantasy-, Horror- und Gothic-Stil gehalten. Die Spielwelt erschien erstmals 1990, die Regeln entsprachen der 2nd Edition von AD&D. 2001 wurde Ravenloft von Sword & Sorcery für D&D 3 und 3.5, später für d20 neu aufgelegt. Sword & Sorcery hat jedoch inzwischen die Lizenz an Wizards of the Coast zurückgegeben, eine Weiterführung der Welt ist unwahrscheinlich, wenn sich kein neuer Lizenznehmer findet. Allerdings erschienen ab 2008 weitere Romane.
Die Spielwelt Ravenloft ist auch Grundlage für eine Reihe von Romanen, insbesondere P. N. Elrods I, Strahd: The Memoirs of a Vampire, und mehrere Computer-Rollenspiele, das bekannteste von 1994.

## Die Spielwelt
Die Besonderheit an Ravenloft ist, dass die Welt von Ravenloft quasi ein Eigenleben führt bzw. einen eigenen Willen besitzt, kollektive bezeichnet als die Nebel von Ravenloft oder Die Dunklen Mächte. Ravenloft sucht sich aus allen D&D-Welten die interessantesten Bösewichter heraus, stellt ihnen ein Reich/Domäne zur Verfügung, gibt ihnen fast gottähnliche Macht und konfrontiert sie auf ewig mit ihrer eigenen Nemesis; gleichwohl können sie diese Domäne auch niemals wieder verlassen. Doch allein böse zu sein reicht meist nicht, denn oft müssen große Gefühle, Wünsche und Dramen im Hintergrund abgelaufen sein, damit Ravenloft jemanden für „würdig“ hält, ihm eine Domäne anzubieten.
Die Spielewelt besteht insgesamt aus etwa 50 solchen Domains, sowie Clustern und Inseln. Eine Nebelwand grenzt die verschiedenen Länder voneinander ab; das Durchschreiten hat für die meisten Personen eine Charakteränderung zur Folge. Die Domains befinden sich auf unterschiedlichen Kulturstufen, von der Steinzeit bis zur Renaissance. Die Domänen schweben wie Inseln in ewigem Nebel, der gleichzeitig Grenze und auch Werkzeug von Ravenloft darstellt. Ein Domänenherrscher kann diese Grenze nach Belieben öffnen und schließen, um andere Kreaturen herein- oder herauszulassen, oder um es ihnen zu verwehren. Oftmals aber ziehen die Dunklen Mächte auch gewisse Opfer von Zeit zu Zeit nach Ravenloft hinein und positionieren sie frei in irgendeiner Domäne ihrer Wahl. Ravenloft ist durch einzelne, versteckte Zugänge mit anderen D&D-Welten verbunden.
Die meisten der wichtigen Charaktere in dieser Spielwelt sind von Horrorgeschichten und -romanen, aber auch realen Personen, aus der viktorianischen Ära inspiriert worden. Einige bekannte Charaktere sind:
- Count Strahd von Zarovich, ein Vampir und Darklord von Barovia, nach Bram Stokers Dracula;
- Azalin Rex, ein Lich und Darklord von Darkon;
- Doktor Victor Mordenheim, ein wahnsinniger Arzt, und dessen Geschöpf Adam, der Herr der Domäne Lamordia, nach Mary Shelleys Frankenstein;
- Vlad Drakov der Pfähler, Kriegsherr und Darklord von Falkovnia, inspiriert von Vlad Tepes;
- Rudolph Van Richten, ein Gelehrter, der sein Leben dem Kampf gegen die „Mächte der Schatten“ widmet, basierend auf Doktor van Helsing, ebenfalls eine Figur von Bram Stokers Dracula;
- eine Nebenfigur namens Der Mitternachtsschlitzer (The Midnight Slasher), welche an den Serienmörder Jack the Ripper angelehnt ist;
- sowie der aus Drachenlanze bekannte untote Ritter Lord Soth (der allerdings aus lizenzrechtlichen Gründen nicht in die D&D 3 Auflage von Ravenloft übernommen werden konnte).

Die meisten Bewohner von Ravenloft sind menschlichen Ursprungs; ferner gibt es vereinzelt Elfen, Gnome, Halblinge, Kaliban und Zwerge. Bekannte Monster sind z. B. Goblins, verschiedene Golems und Elementare, aber auch seltenere Wesen, wie lebende Wände und Beholder. Der Schwerpunkt liegt aber auf Fledermäusen, Vampiren, Zombies, Skeletten und verschiedenen Lykanthropen, wie Werwölfen, Werraben, Wertigern und Werratten. Es gibt aber auch eine Reihe von Kreaturen, die ihre Natur den Dunklen Mächten verdanken und daher nur in Ravenloft existieren, wie Elementare aus Blut, Graberde, Scheiterhaufenfeuern und den dunklen Nebeln selbst; neue Arten von Untoten wie den Strahd-Skeletten und -Zombies; und eigentümlichen Golems wie Zombie- oder Skelettgolems, Carrionetten und Wachs- und Maschinengolems.
Ein Volk, das sich dem Grauen von Ravenloft zumindest teilweise entziehen kann, und eine eigenartige „neutrale“ Position einnimmt, sind die Vistani. Dies sind nomadische Familiengruppen, die mit bunten Wagen durch die Domänen – und zwischen ihnen – umherfahren. Manchmal stellen sie sich gegen einen Domänenherrscher, doch oft haben sie auch einen Vertrag mit ihm abgeschlossen, um selbst unbehelligt davonzukommen.
Eine weitere Eigenart von Ravenloft ist es, dass es versucht, gute Charaktere nach und nach zum Bösen zu verführen. Durch Träume, Angebote, Schicksalsschläge und weitere Manipulationen sollen sie von der anderen Seite überzeugt werden. Nach und nach sollen sie Fähigkeiten erhalten, und am Ende schließlich eine eigene Domäne – sofern sie dann eine entsprechend schreckliche Tat (oder mehrere) vollbracht haben. Viele Zaubersprüche und magische Gegenstände haben eine abweichende, meist schwächere Wirkung, andere funktionieren gar nicht, wie z. B. Böses entdecken.

## Pen-&-Paper-Rollenspiele
Ursprünglich gab es 1983/1986 nur zwei Module in der 14-teiligen Intermediate-Serie (AD&D 1st Edition). Nach dem großen Erfolg dieser Module entstand die ganze Spielewelt. Es folgten zahlreiche Veröffentlichungen und Abenteuer, wobei die älteren AD&D-Werke aus den 1980er Jahren (I6 und I10/Ravenloft II, I steht für Intermediate) von den neueren d20-Werken abgegrenzt werden müssen. Ein älteres Abenteuer kann von der Herstellerwebsite heruntergeladen werden.
Die erste Regelwerkbox Realm of Terror (Black Box) erschien 1990 und wurde dreifach erweitert. 1991 erhielt das Spiel den Origin Award für die beste grafische Aufmachung eines Rollenspiels. 2004 gab es für das Vorgängersystem (1983) den Zweiten Platz bei The 30 Greatest D&D Adventures of All Time im Magazin Dungeon.
Es existiert sogar ein Kampagnenset unter dem Titel Masque of the Red Death and Other Tales ("Die Maske des Roten Todes und andere Geschichten"), erschienen 1994, welche gemäß den literarischen Vorbildern für Ravenloft in der Erde der viktorianischen Zeit spielt, hauptsächlich in Nordamerika. Neben den bisher bekannten Regeln, u. a. für Magie, beinhaltet dieses Set zusätzlich neue Spielregeln, vor allem im Gebrauch mit modernen Feuerwaffen.

## Bücher
Für die regulären Werke und Abenteuer, siehe Weblinks.
- Vampire of the Mists (September 1991), von Christie Golden, (ISBN 1-56076-155-5)
- Knight of the Black Rose (Dezember 1991), von James Lowder, (ISBN 1-56076-156-3)
- Dance of the Dead (Juni 1992), von Christie Golden, (ISBN 1-56076-352-3)
- Heart of Midnight (Dezember 1992), von J. Robert King, (ISBN 1-56076-355-8)
- Tapestry of Dark Souls (März 1993), von Elaine Bergstrom, (ISBN 1-56076-571-2)
- Carnival of Fear (Juli 1993), von J. Robert King, (ISBN 1-56076-628-X)
- I, Strahd: The Memoirs of a Vampire (September 1993), von P. N. Elrod, (ISBN 0-7869-0175-6)
- The Enemy Within (Februar 1994), von Christie Golden, (ISBN 1-56076-887-8)
- Mordenheim (Mai 1994), von Chet Williamson, (ISBN 1-56076-852-5)
- Tales of Ravenloft (September 1994), von Brian Thomsen, (ISBN 1-56076-931-9)
- Tower of Doom (November 1994), von Mark Anthony, (ISBN 0-7869-0062-8)
- Baroness of Blood (März 1995), von Elaine Bergstrom, (ISBN 0-7869-0146-2)
- Death of a Darklord (Juni 1995), von Laurell K. Hamilton, (ISBN 0-7869-4122-7)
- Scholar of Decay (Dezember 1995), von Tanya Huff, (ISBN 0-7869-0206-X)
- King of the Dead (März 1996), von Gene DeWeese, (ISBN 0-7869-0483-6)
- To Sleep with Evil (September 1996), von Andria Cardarelle, (ISBN 0-7869-0515-8)
- Lord of the Necropolis (November 1997), von Gene DeWeese, (ISBN 0-7869-0660-X)
- Shadowborn (März 1998), von Carrie Bebris und William Connors, (ISBN 0-7869-0766-5)
- I, Strahd: The War Against Azalin (Juni 1998), von P. N. Elrod, (ISBN 0-7869-0754-1)
- Spectre of the Black Rose (März 1999), von James Lowder und Voronica Whitney-Robinson, (ISBN 0-7869-1333-9)
- Heaven's Bones (Dominion) (September 2008), von Samantha Henderson, (ISBN 0-7869-5111-7)
- Black Crusade (Dominion) (Oktober 2008), von Ari Marmell, (ISBN 0-7869-4878-7)
- Mithras Court: A Novel of the Mists (Dominion) (November 2008), David A. Page, (ISBN 0-7869-5068-4)
- The Sleep of Reason (Dominion) (Februar 2009), von C.A. Suleiman, (ISBN 0-7869-4993-7)
- Dungeons & Dragons 2 (August 2009), von Salvatore, Hickman, Weis, Baker, (ISBN 978-3-86607-856-7) Panini Comics, auch mit anderen Welten

### Deutsche Titel
Folgende Romane erschienen im Goldmann Verlag:
- Schloß der Vampire, Band 1 (1993)
- Ritter der schwarzen Rose, 2 (1993)
- Reigen der Toten, 3 (1994)
- Stunde der Wölfe, 4 (1994)
- Hort des Bösen, 5 (1994)
- Die Maske des Teufels, 6 (1994)

Deutsche Abenteuer (TSR):
- Tödliche Berührung (RA3) (1991)
- Gruft des Grafen Strahd (RM4) (1993)
- Schiff des Schreckens 	(RA2) (1995)
- Festmahl der Goblyns (RA1) (1996)

Deutsche Quellenbücher (TSR):
- Rabenhorst: Das Reich des Schreckens (Box), Monsterkompendium IV: Die Kinder der Nacht, Van Richtens Handbuch über Vampire (RR3), Van Richtens Geisterhandbuch (RR5)

Bücher von Feder & Schwert:
- Bewohner der Finsternis (Monsterkompendium) (2003)
- Ravenloft (Grundregelbuch, d20) (2002)
- Gesichter des Schreckens (für 3. Edition/d20) (2003)

## Computerspiele
- Ravenloft: Der Fluch des Grafen (Strahd’s Possession, DOS, 1994)
- Ravenloft: Stone Prophet (auch Ravenloft 2, Nachfolger, DOS, 1995)
- Iron & Blood: Warriors of Ravenloft (Fighting Game, DOS, PlayStation, 1996)
- Ravenloft – Prisoners of the Mist (Persistente Online Welt für Neverwinter Nights, 2005)

Zusätzlich gibt es noch Module für das Spiele-Entwicklungssystem Forgotten Realms: Unlimited Adventures.

### PC-DOS-Spiel
Das Spiel Der Fluch des Grafen wurde von SSI für den PC (CD-ROM) umgesetzt.
Die Auflösung wechselt auf bis zu 320 × 400 Pixeln (nicht ganz S-VGA) und ist trotzdem pixelig und ruckelt selbst bei schnellen PCs. Das Bewegen in der Spielewelt ist stufenlos, zur schnelleren Fortbewegung kann der Spieler auch einen größeren Sprung machen (wie bei Myst).
Die Kampfszenen sind durch das langsame Drehen schwierig, immerhin kann die Gruppe des Spielers per Mausklick gemeinsam angreifen.
Es gibt große Außen- und Innenareale, sowie Höhlen. Der Haupt-Spielplatz ist das Schloss Rabenhorst. Die Räume sind meist grau und eng; sie sind oft mit großen Stühlen und einem Kamin ausgestattet.
Automapping ist vorhanden.
Die Soundausgabe war für die damaligen Verhältnisse recht gut und der Stimmung angepasst.
Trotz der mystischen Story war Ravenloft wegen der schlechten Steuerung und den besseren Konkurrenzspielen nicht sehr erfolgreich.

### Online-Spiele
Mit dem Erscheinen von Neverwinter Nights wurden viele Online-Versionen von ehemaligen D&D-Welten geschaffen, so auch von Ravenloft. Momentan existiert nur noch die Version „Ravenloft - Prisoners of the Mist“. Im Gegensatz zu vielen anderen Online-Welten für Neverwinter Nights wird auf dem Server ein sehr starkes Rollenspiel-fokussiertes Agieren eingefordert, im Gegensatz zu Action-fokussiertem Spiel. Eine Version für Neverwinter Nights 2 ist in Entwicklung.

## Brettspiel
Ende August 2010 erschien das Brettspiel Castle Ravenloft von Wizards of the Coast.